# Vlag van Pingjum

Vlag van Pingjum

De vlag van Pingjum is de dorpsvlag van het Nederlandse dorp Pingjum, in de Friese gemeente Súdwest-Fryslân. Deze vlag is ontworpen door Klaes Sierksma. De vlag werd in 1955 aangenomen en in 1969 geregistreerd.
Bij gemeenteraadsbesluit van 19 april 1955 zijn een vlag vastgesteld voor de 27 dorpen van de vroegere gemeente Wonseradeel. Deze vlag is ontworpen door Klaes Sierksma.

## Ontwerp
De vlag bestaat uit een geel veld met in het midden een blauw rechthoekig vlak. Aan de mastzijde toont een blauwe verticale baan met daarin een wit blokje.

## Verklaring
De kleuren geel en blauw zijn afgeleid van het dorpswapen. Het dorpswapen is later tot stand gekomen en gebaseerd op de dorpsvlag. Het geel kan gezien worden als een soort rand en vormt een verwijzing naar de Pingjumer Gulden Halsband, een ringdijk rond het dorp. De mastzijde toont de vlag van Wonseradeel, de gemeente waar Pingjum eerder tot behoorde.

## Zie ook

Wapen van Pingjum